# カーボベルデ軍
カーボベルデ軍（カーボベルデぐん ポルトガル語：Forças Armadas Cabo Verdeanas）は、カーボベルデの軍隊である。

## 概要
参謀本部、国家警備隊（陸軍）、沿岸警備隊から構成されている。過去にはAn-26を運用する独立した空軍が存在したが、現在、航空部隊は沿岸警備隊に含まれている。
総兵力は1,200人（国家警備隊1,000人、沿岸警備隊航空隊100人、沿岸警備隊100人）
重装備はほとんど保有せず、憲兵隊と沿岸警備隊を中心とした編成となっている。国内の治安維持と領海の警備が主な任務となっている。麻薬問題などでは、カーボベルデ警察と共同作戦を行う事もある。

### データ
- 軍事予算 - 1120万ドル（2018年）
- 兵役 - 選抜徴兵制

## 歴史

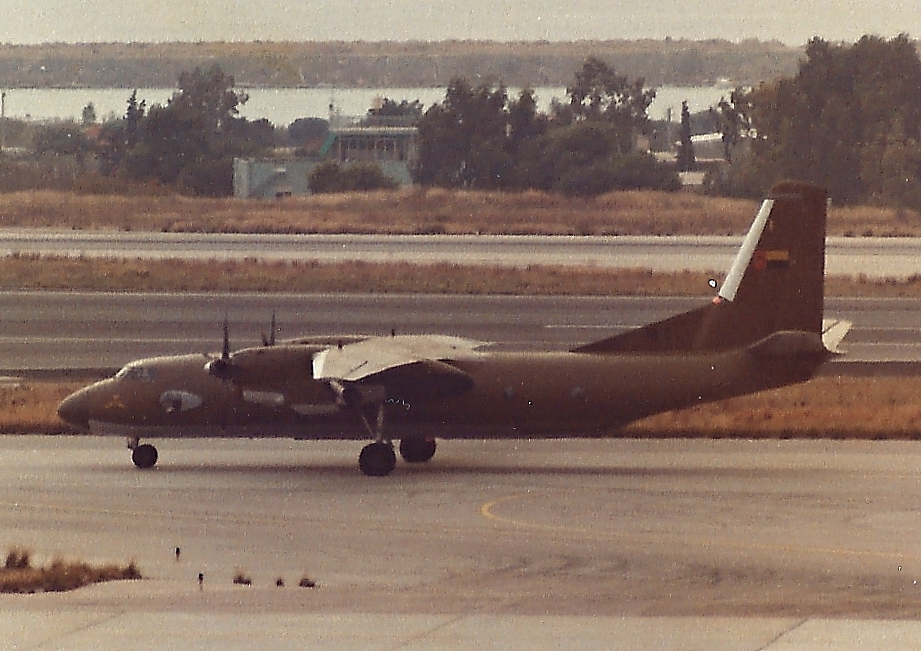
1981年にアテネ国際空港で撮影された旧カーボベルデ空軍のAn-26

ポルトガル領時代にはポルトガル軍の小規模な守備隊が配備されていた。
その一方で、1956年に結成されたカーボベルデ出身のアミルカル・カブラル率いるギニア・カーボベルデ独立アフリカ党（PAIGC）に参加するカーボベルデ人も現れた。しかし、その活動地域はギニアビサウが中心であり、ギニアビサウ独立戦争においてカーボベルデが戦場となる事は無かった。なお、PAIGC カーボベルデ支部は、独立後の1981年にカーボベルデ独立アフリカ党として分離している。
1975年の独立の際に国軍としてカーボベルデ人民革命軍（Forças Armadas Revolucionarias do Povo, FARP）が創設。上記のPAIGC カーボベルデ支部の軍事部門が前身となった。
1990年代にはFARPから、カーボベルデ軍（Forças Armadas Cabo Verdeanas, FACV）に呼称が変更された。
2000年代にはカーボベルデ警察とともに、カーボベルデを中継地点とするコロンビアからオランダやドイツ間の麻薬密輸組織の壊滅作戦が2010年まで行われた。

## 組織・編制

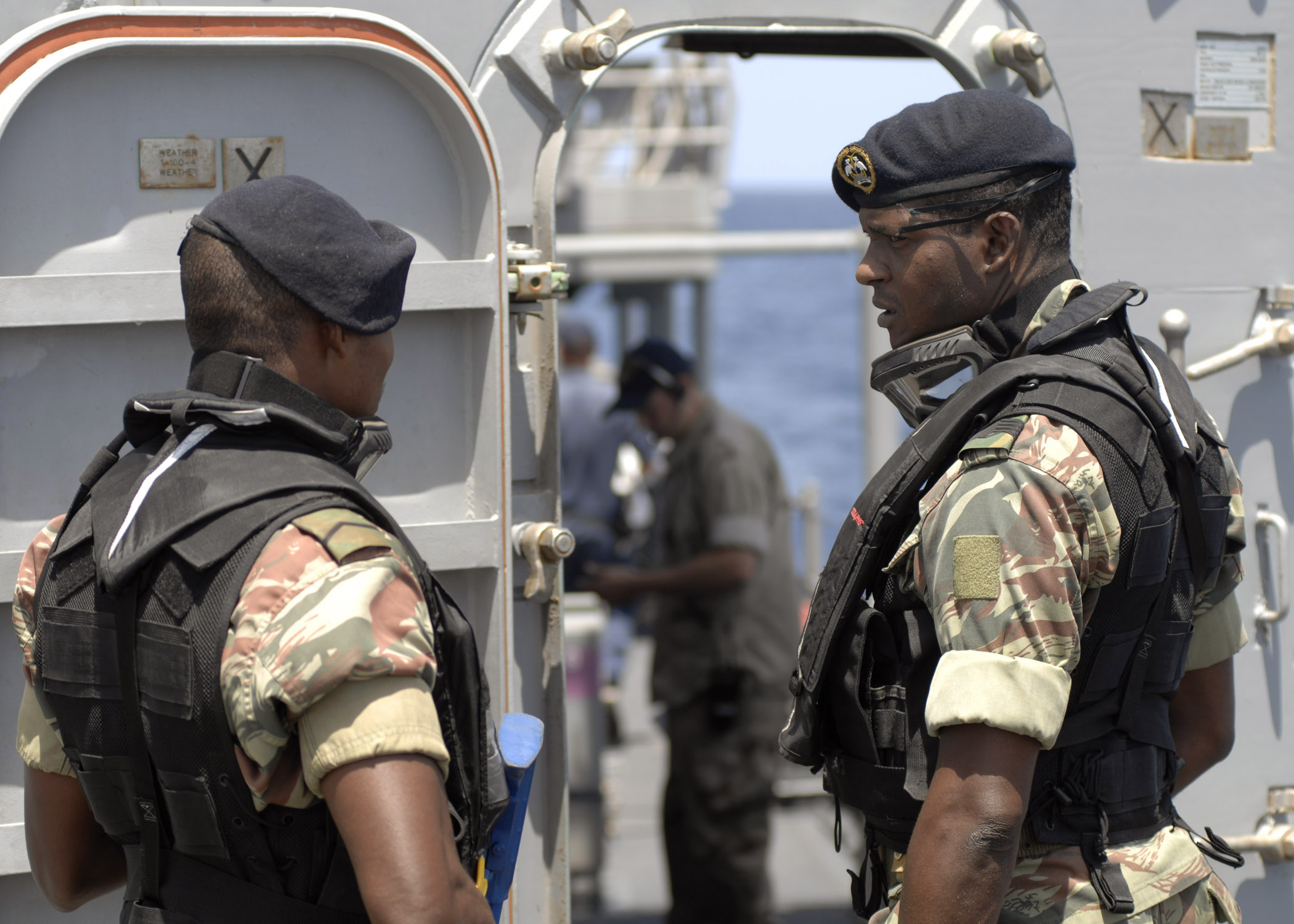
カーボベルデ国家警備隊の海兵隊員

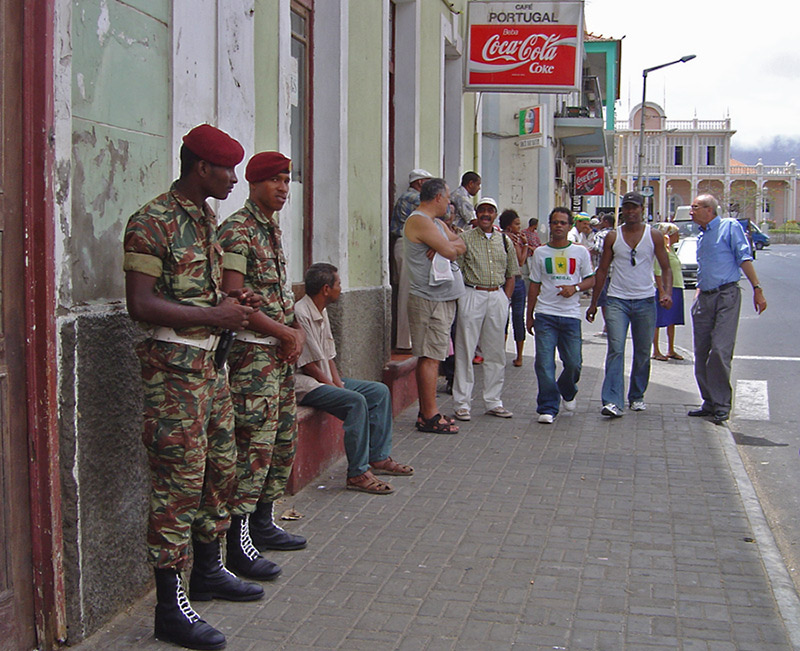
ミンデロ市内を警備するカーボベルデ国家警備隊の憲兵隊員（2006年）

### 国家警備隊（Guarda National）
国土の防衛および国内の治安維持を担当する。

#### 地域コマンド(軍管区)
第1から第3まで、3管区に分割されている。

#### 任務部隊
- 憲兵隊
- 海兵隊
- 砲兵隊

#### 装備
小火器
- Sa vz. 23
- FMBP-48[2][注釈 1]
- AK-47[2][注釈 1]
- AKM[2][注釈 1]
- SKS[2][注釈 1]
- RPD[2][注釈 1]
- RPK[2][注釈 1]
- PK[2][注釈 1]
- MG3[2][注釈 1]
- SGM[2][注釈 1]

重火器・ミサイル
- DShK[2][注釈 1]
- KPV
- ZPU-1 ×18基[3]
- RPG-7[2][注釈 1]
- LRAC F1
- 9K32[3]

火砲
- PM-41[2][注釈 1] ×12門[3]
- PM-43 ×6門[3]
- ZU-23-2 ×12基[3]

装甲戦闘車両
- BRDM-2 ×10両[3]

### 沿岸警備隊

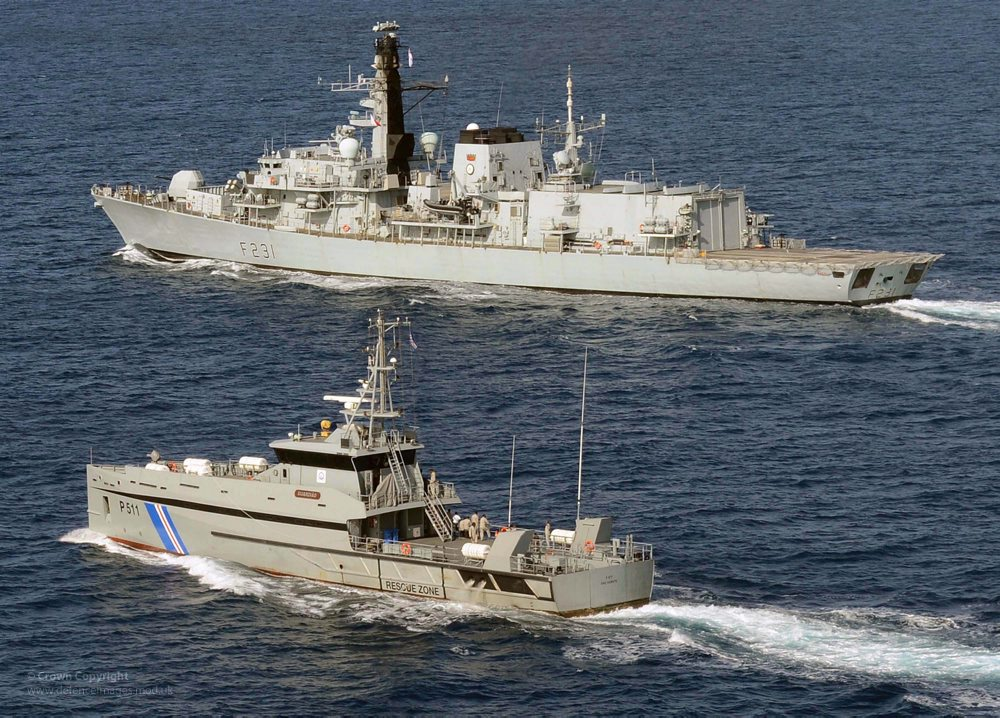
カーボベルデ沿岸警備隊の哨戒艇「P511 グアルディアオ」（手前）。並走しているのはイギリス海軍のフリゲート「アーガイル」

領海の防衛および国家警備隊に対して海空両方からの支援を担当する。航空隊は沿岸警備隊の指揮下である。

#### 艦艇
- P511 グアルディアオ（ダーメンスタン級哨戒艇） - 1隻[3]
- P521 ヴィジランテ（東ドイツ製コンドル-I級掃海艇） - 1隻[3]
- ピーターソン Mk.4哨戒艇（100トン以下） - 1隻
- 哨戒艇（名称不明）（100トン以下） - 1隻

#### 航空装備

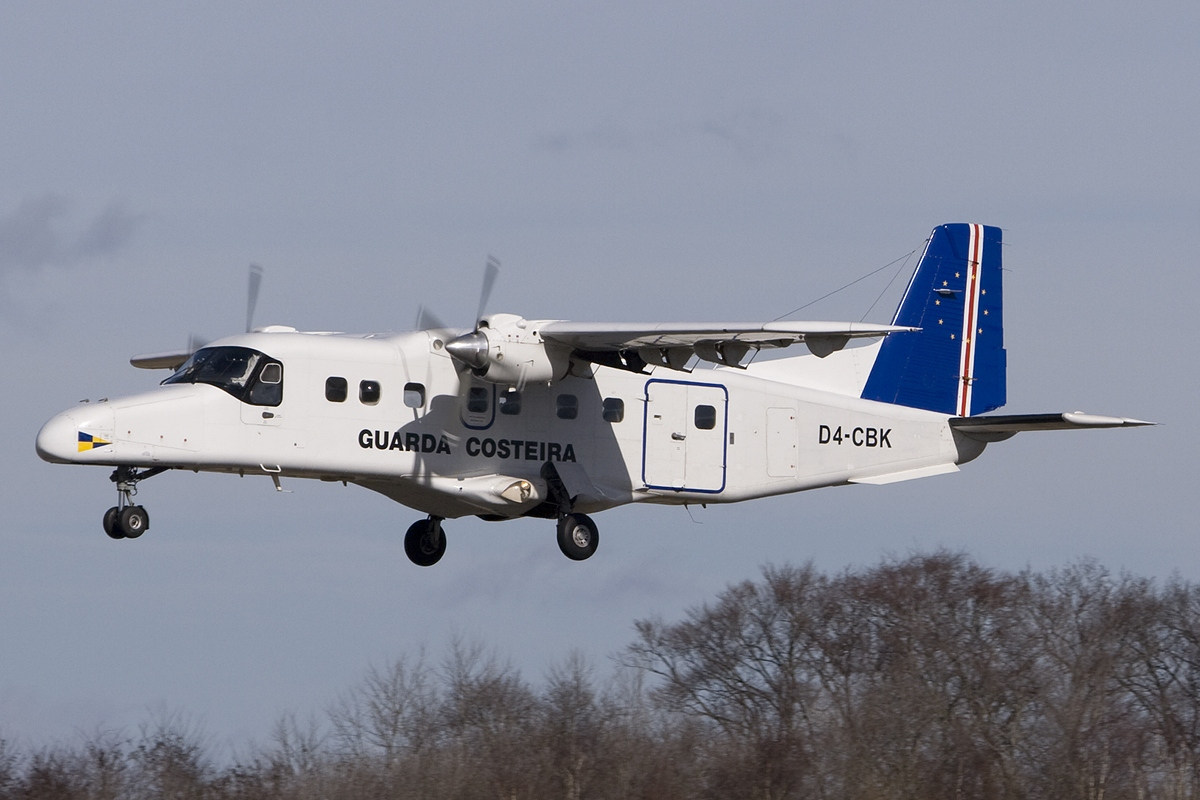
カーボベルデ沿岸警備隊のDo 228

- An-26 - 3機[3]
- CASA C-212 - 1機
- Do 228 - 1機[3]
- Z-9B - 2機

## 不祥事
2016年4月25日、サントドミンゴ市のモンテチョタ駐屯地において、兵士による自動小銃乱射事件が発生。兵士8人と民間人3人（スペイン人2人を含む）が死亡した。発砲した兵士はAK-47で武装したまま逃走したが、軍と警察の共同捜査によって2日後に首都のプライアで逮捕された。容疑者は懲役35年の実刑判決となった。
ジョルジェ・カルロス・フォンセカ大統領は、事件は政治的な背景によるものではなく、個人的な怨恨によるものと発表した。